# Giliap
Giliap är en svensk dramafilm från 1975, skriven och regisserad av Roy Andersson och med Thommy Berggren och Mona Seilitz i huvudrollerna. Handlingen följer en man som tar jobb på ett dystert hotell i en svensk stad, där han bland annat möter en kvinnlig medarbetare som tyr sig till honom och en egenkär manlig konspiratör. Filmen mottogs negativt och oförstående främst då i jämförelse med Anderssons tidigare film En kärlekshistoria från 1970.
Filmen är en av titlarna i boken Tusen svenska klassiker (2009).

## Handling
En ung man som inte hittat sin plats i tillvaron tar en tillfällig anställning som kypare på ett nedgånget hotell. Filmen skildrar relationerna mellan hotellets anställda men främst då relationen mellan den unga mannen kallad Giliap och den vackra Anna som också jobbar där. En relation som Giliap i sin tafatthet och svårighet att kommunicera intimt inte förmår att utveckla.
Fasta i sina yrkesroller pågår hotellpersonalens torftiga liv med oklara drömmar om annat. Det enda som förenar dem i tristessen är hatet mot den auktoritäre rullstolsbundne chefen som fortfarande lever kvar i det gamla och tror sig vara betydande på orten.

## Rollista
- Tommy Berggren som Giliap
- Mona Seilitz som Anna Gustavsson
- Willie Andréason som Gustav "Greven" Svensson
- Lars-Levi Læstadius som Kreip
- Pernilla August som flickan på sommarhotellet

## Produktion
Filmen producerades av Sandrews. Inspelning skedde i Europa Studio i Sundbyberg, inledningsvis från 29 juni till 2 oktober 1973. Kompletterande tagningar gjordes från 15 oktober samma år och in på 1974. Kostnaden blev cirka fyra miljoner kronor.

## Utgivning
Biopremiären var 16 november 1975. Filmen släpptes på VHS 31 augusti 1988 och DVD 18 april 2007.

## Mottagande
Filmen sågades av kritiker och blev en kännbar förlust för finansiärerna, däribland Andersson själv. Den fann dock även sina anhängare. Författaren Lars Forssell hyllade filmen i december 1975 i Expressen, där han jämförde den med dikter av Göran Sonnevi och Gustaf Fröding. Forssell skrev: "Roy Andersson, filmens upphovsman, söker den orimliga kompromissen mellan flyttfågeln och de övervintrande, mellan flykten och tryggheten, sökandet och finnandet. ... Det är en långsam film, trevande, famlande -- men inte fumlig! -- men det är sannerligen bara de tyvärr alltför många som inte orkar tänka som kan finna den tråkig. ... Var och en som alls är intresserad av film som människoanalys och synpunktsrik essä över våra levnadsvillkor, han måste helt enkelt gå och se Giliap."

### Fotnoter
1. ↑  Gradvall et al 2009, nr. 450
2. ↑  ”Giliap (1975): Inspelningsplatser”. Svensk Filmdatabas. Svenska Filminstitutet. http://www.sfi.se/sv/svensk-filmdatabas/Item/?itemid=4964&type=MOVIE&iv=RecordingPlace. Läst 21 juli 2012.
3. 1 2  ”Giliap (1975): Kommentar”. Svensk Filmdatabas. Svenska Filminstitutet. http://www.sfi.se/sv/svensk-filmdatabas/Item/?itemid=4964&type=MOVIE&iv=Comments. Läst 21 juli 2012.
4. ↑  ”Giliap (1975): Visningar”. Svensk Filmdatabas. Svenska Filminstitutet. http://www.sfi.se/sv/svensk-filmdatabas/Item/?itemid=4964&type=MOVIE&iv=Shows. Läst 21 juli 2012.